# The Singles Collection
The Singles Collection ist die zweite Kompilation der US-amerikanischen Pop-Sängerin Britney Spears. Die Collection wurde als Erinnerung an ihr zehnjähriges Bestehen mit ihrer Plattenfirma Jive Records veröffentlicht. Die Zusammenstellung wurde in vielen verschiedenen Formaten, darunter eine Einzel-Disc-Edition, eine CD+DVD-Edition und ein Boxset das 29 Singles in einem Schuber mit Original-Cover verpackt enthält. Die CD+DVD-Edition sowie das Boxset enthalten eine DVD mit Musikvideos. Das Album enthält außerdem einen neuen Track: 3, der von Max Martin und Shellback produziert wurde.
Das Album konnte die Top-10 in Japan und den französischen Kompilations-Charts erreichen sowie die Top-40 in Australien, Mexiko, Neuseeland und den Vereinigten Staaten sowie in einer Reihe von europäischen Ländern. 3 wurde als einzige Single aus dem Album veröffentlicht, schließlich handelt es sich bei allen anderen Titeln um bereits ausgekoppelte Lieder. In den Vereinigten Staaten debütierte der Song auf Platz eins der Billboard Hot 100 und wurde der erste Song in drei Jahren dem dies gelang. Es ist ihr dritter Nummer-eins-Hit in den USA.

## Hintergrund
Am 12. Juli 2009 bestätigte Spears über ihren Twitter-Account, dass sie begonnen hat, neues Material aufzunehmen. Sie sagte, dass sie mit dem schwedischen Songschreiber und Produzenten Max Martin arbeitet.
Am 23. September 2009 kündigte Jive Records offiziell das Erscheinen des Greatest-Hits-Albums mit dem Namen The Singles Collection über Spearsʼ offizielle Webseite, aufgrund des zehnjährigen Bestehens in der Musikindustrie. Es ist ihr zweites
Greatest-Hits-Album nach dem 2004 veröffentlichten Greatest Hits: My Prerogative. Bestätigt wurde, dass das Veröffentlichungsdatum der 24. November 2009 ist, und eine neue Single vorhanden ist, 3, produziert von Max Martin. Die Kompilation war verfügbar in zwei Editionen, in einer Standard Edition und in einem Boxset. Die Standard Edition beinhaltet eine einzelne CD mit 18 Liedern inklusive 3. Das Boxset beinhaltet alle 29 Lieder inklusive 3, wobei im Boxset jede einzelne Single in einem Pappschuber mit dem Originalcover untergebracht ist, wo zusätzlich je noch eine B-Seite oder ein Remix zu finden ist. Des Weiteren beinhaltet die Box ein Buch mit Bildern und Fakten über jedes Lied sowie eine DVD mit sämtlichen Musikvideos. Am 14. Oktober 2009 verkündete Jive Records in einer Pressemitteilung, dass das Datum für die Standardversion auf den 10. November 2009 vorgezogen wurde. Das Datum für das Boxset blieb dasselbe.

## Singleauskopplung
| ChartsChartplatzierungen       | Höchstplatzierung | Wochen |
| ------------------------------ | ----------------- | ------ |
| Deutschland (GfK)              | 18 (9 Wo.)        | 9      |
| Österreich (Ö3)                | 17 (11 Wo.)       | 11     |
| Schweiz (IFPI)                 | 8 (15 Wo.)        | 15     |
| Vereinigtes Königreich (OCC)   | 7 (12 Wo.)        | 12     |
| Vereinigte Staaten (Billboard) | 1 (20 Wo.)        | 20     |

## Mitwirkende
- Gesang: Britney Spears
- Audiomastering: Tom Coyne
- Management: Larry Rudolph
- Creative Director: Jackie Murphy
- Art Direction und Design: Meghan Foley, Dan Ichimoto

## Kommerzieller Erfolg

### Chartplatzierungen
In den USA debütierte das Album auf Platz 22 mit 26.800 Verkäufen in der ersten Woche. Bis dato konnte sich das Album über 172.000 mal in den USA verkaufen. In Kanada hat sich das Album über 40.000 mal verkauft und wurde mit Gold ausgezeichnet. In Mexiko debütierte das Album auf Platz 15 und wurde mit Gold für über 30.000 Verkäufe ausgezeichnet. Am 23. November 2009 debütierte das Album in Australien auf Platz 23. In derselben Woche debütierte es auch in Neuseeland auf Platz 22. Das Album erreichte die Top-40 in Belgium (Wallonien), Dänemark, Griechenland, Neuseeland und Norwegen, und befand sich auch in Belgien (Flandern), Finnland, Spanien, Großbritannien und Deutschland in den Charts.
Durch die Ausstrahlung der Glee-Episode über Spears konnte das Album einen Wiedereinstieg auf Platz 47 in Großbritannien verzeichnen.
Auch in Irland konnte ein Wiedereinstieg auf Platz 74 verzeichnet werden. Seitdem konnte sich das Album auf Platz 51 verbessern.
| ChartsChartplatzierungen       | Höchstplatzierung | Wochen |
| ------------------------------ | ----------------- | ------ |
| Deutschland (GfK)              | 80 (1 Wo.)        | 1      |
| Schweiz (IFPI)                 | 51 (3 Wo.)        | 3      |
| Vereinigte Staaten (Billboard) | 22 (13 Wo.)       | 13     |
| Vereinigtes Königreich (OCC)   | 38 (179 Wo.)      | 179    |

| ChartsJahrescharts (2021)    | Platzierung |
| ---------------------------- | ----------- |
| Vereinigtes Königreich (OCC) | 78          |

| ChartsJahrescharts (2022)    | Platzierung |
| ---------------------------- | ----------- |
| Vereinigtes Königreich (OCC) | 90          |

| ChartsJahrescharts (2023)    | Platzierung |
| ---------------------------- | ----------- |
| Vereinigtes Königreich (OCC) | 70          |

### Auszeichnungen für Musikverkäufe
| Land/Region                  | Auszeichnungen für Musikverkäufe (Land/Region, Auszeichnung, Verkäufe) | Verkäufe  |
| ---------------------------- | ---------------------------------------------------------------------- | --------- |
| Australien (ARIA)            | Gold                                                                   | 35.000    |
| Kanada (MC)                  | 6× Platin                                                              | 480.000   |
| Mexiko (AMPROFON)            | Gold                                                                   | 30.000    |
| Neuseeland (RMNZ)            | Gold                                                                   | 7.500     |
| Vereinigte Staaten (RIAA)    | —                                                                      | 268.000   |
| Vereinigtes Königreich (BPI) | 2× Platin                                                              | 600.000   |
| Insgesamt                    | 3× Gold · 8× Platin ·                                                  | 1.420.500 |

Hauptartikel: Britney Spears/Auszeichnungen für Musikverkäufe